# Pterocheilus maltsevi
Pterocheilus maltsevi är en stekelart som beskrevs av Kostylev 1940. Pterocheilus maltsevi ingår i släktet palpgetingar, och familjen Eumenidae. Inga underarter finns listade i Catalogue of Life.